# Türkiye Uzay Ajansı
Die Türkische Weltraumagentur (türkisch Türkiye Uzay Ajansı, TUA) ist die nationale Raumfahrtbehörde der Türkei. Sie ist die staatliche Einrichtung, die für das von ihr erarbeitete türkische Raumfahrtprogramm und die allgemeine Luft- und Raumfahrtforschung zuständig ist. Der Präsident der Behörde ist Yusuf Kıraç.

## Geschichte
Am 13. Dezember 2018 wurde die TUA als juristische Person mit Verwaltungs- und Finanzautonomie und einem Sonderhaushalt aufgrund eines Präsidialerlasses gegründet. Sie ist für die „Vorbereitung und Umsetzung des nationalen Raumfahrtprogramms im Einklang mit der vom Präsidenten festgelegten Politik“ sowie für die Koordinierung der Zusammenarbeit mit anderen Raumfahrtorganisationen zuständig.
Die türkische Raumfahrtbehörde veranstaltete am 18. und 19. Januar 2019 in Gebze die Tagung „National Space Programme Workshop“. Im September 2019 hielt sie ihre erste Sitzung ab. Am 9. Februar 2021 wurde das von der TUA ausgearbeitete Nationale Raumfahrtprogramm der Öffentlichkeit vorgestellt.

## Nationales Raumfahrtprogramm
Das 2021 veröffentlichte Programm gab folgende Ziele vor:
- Harte Landung auf dem Mond im Jahr 2023 und weiche Landung im Jahr 2028
- Zusammenführung der Satellitenproduktion unter einem einzigen Dach
- Aufbau eines regionalen Positionierungs- und Zeitmessungssystems
- Einrichtung eines Weltraumbahnhofs für den unabhängigen Zugang zum Weltraum
- Entsendung eines türkischen Bürgers in den Weltraum zu einer wissenschaftlichen Mission
- Durchführung wissenschaftlicher Forschungen zum Weltraumwetter
- Verbesserung der Fähigkeit, Objekte im Weltraum vom Boden aus zu beobachten
- Entwicklung des Ökosystems der Raumfahrtindustrie
- Entwicklung eines Weltraumbewusstseins in der Gesellschaft und Ausbildung von Arbeitskräften
- Einrichtung einer Zone für die Entwicklung von Weltraumtechnologien